# Xã Lee, Quận Fulton, Illinois
Xã Lee (tiếng Anh: Lee Township) là một xã thuộc quận Fulton, tiểu bang Illinois, Hoa Kỳ. Năm 2010, dân số của xã này là 237 người.